# حوسبة تطوعية

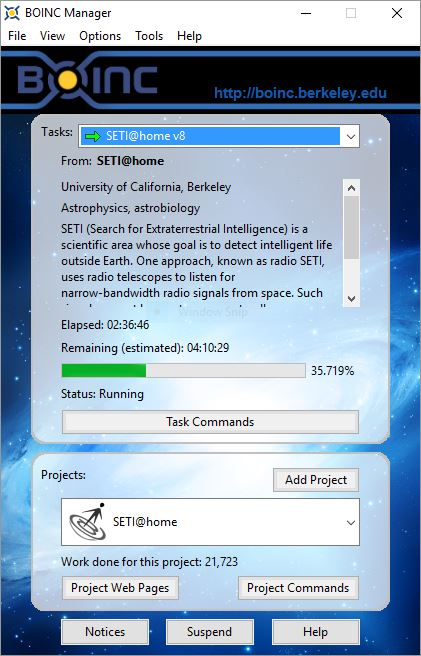
برنامج BOINC يعمل على مشروع سيتي@هوم

الحوسبة التطوعية (بالإنجليزية: Volunteer computing)‏ هي شكل من أشكال الحوسبة الموزعة القائمة على الشبكة، والتي تسمح للمشاركين من المجتمع بمشاركة موارد الحوسبة الخاملة في أجهزة الحواسيب والهواتف الذكية الخاصة بهم، وتساعد على تشغيل مشاريع باهظة التكلفة من الناحية الحسابية.
تتكون العديد من منصات الحوسبة التطوعية الحالية من ملايين المستخدمين، مما يوفر كمية هائلة من الذاكرة وقدرة المعالجة. منذ النمو السريع في مشاريع الحوسبة التطوعية، تم جذب المزيد من الباحثين لدراسة وتحسين نظام الحوسبة التطوعية الحالية. ومع ذلك، فقد تباطأ تقدم هذه المشاريع بسبب المنافسة المتزايدة لمن يرغبون في استخدام هذه التقنية. بالإضافة إلى الاحتياجات الحسابية العالية وانخفاض معدل المشاركة من قبل المتطوعين.
غالبًا ما يكون المتطوعون أشخاص عاديون يمتلكون أجهزة كمبيوتر شخصية أو هواتف ذكية خاصة بهم بالإضافة إلى اتصال بالإنترنت، ويمكن للمنظمات والمؤسسات أيضًا أن تعمل مثل هؤلاء المتطوعين عن طريق توفر موارد الحوسبة الخاصة بها.
المشاريع في هذا السياق تكون في معظمها مشاريع ذات صلة بالعلم تقوم بها الجامعات أو المؤسسات الأكاديمية.

## المشاريع القائمة على الحوسبة التطوعية

### روستا@هوم
Rosetta @ Home هو مشروع للحوسبة التطوعية يهدف إلى حل واحدة من أكبر مشاكل البيولوجيا الجزيئية - حساب البنية الثلاثية للبروتينات وتسلسلها من الأحماض الأمينية. كشفت نتائج مشروع «الجينوم البشري» الذي انتهى مؤخرًا عن تسلسل الأحماض الأمينية لجميع البروتينات في الجسم البشري. وقد تساعد الأبحاث في هذا المشروع أيضًا في كشف بروتينات جديدة غير معروفة بعد.
يساعد مشروع روستا آت هوم أيضًا الأبحاث التطبيقية في معركتها ضد أمراض مثل السرطان والملاريا والزهايمر والجمرة الخبيثة والأمراض الوراثية والفيروسية الأخرى.

### ستي@هوم

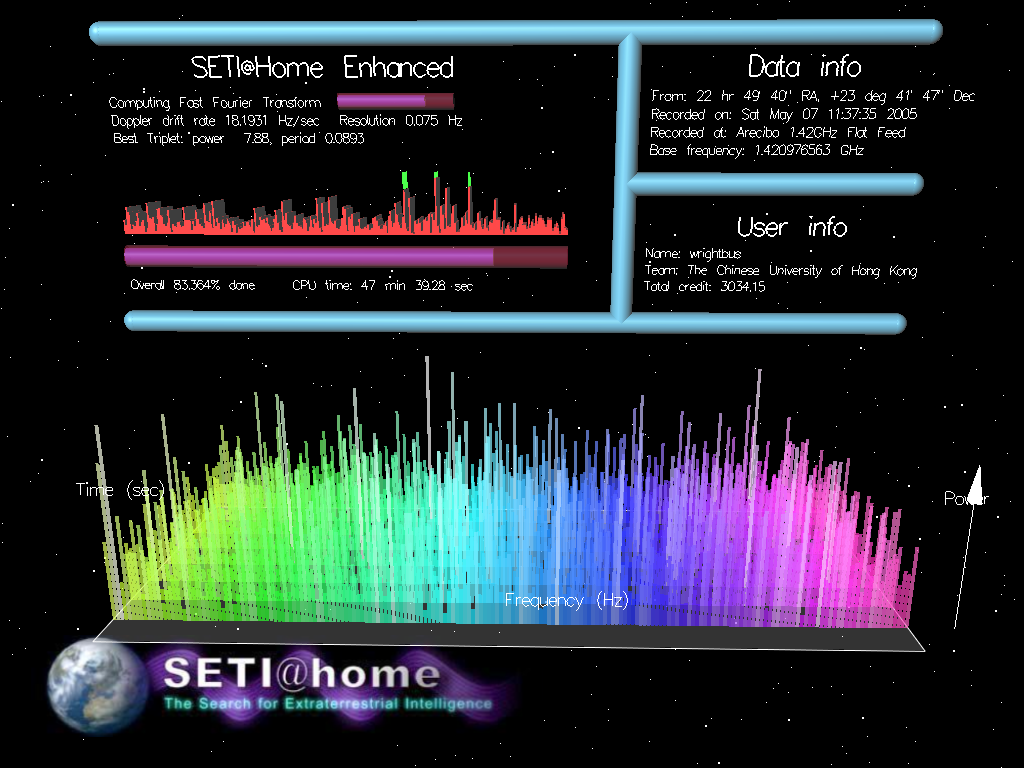
لقطة لواجهة شاشة التوقف لبرنامج ستي@هوم

SETI@home هو مشروع عام للحوسبة التطوعية. المشروع يستعمل منصة البرمجيات المعروفة ببنية باركلي التحتية المفتوحة للحوسبة الشبكية BOINC التي تستضيفها مخابر سبايس ساينسز بجامعة كاليفورنيا بالولايات المتحدة. يعنى هذا المشروع بالبحث عن عوالم ذكية أخرى خارج كوكب الأرض (SETI = Search for Extra-Terrestrial Intelligence). البحث يجري من خلال معالجة إشارات راديو قد تكون مرسلة من عوالم فضائية.
تم إطلاق مشروع ستي@هوم في 17 مايو 1999 ليكون ثاني قاعدة للحوسبة الموزعة عبر إنترنت لأغراض علمية. وهو ثالث مشروع حوسبة هدفه الرئيسي هو دراسة الظواهر الفلكية إلى جانب Milkyway@home و Einstein@home.

### أينشتاين@هوم
Einstein @ Home هو مشروع تم إنشاؤه للتحقق من فرضية آينشتاين حول موجات الجاذبية التي تعتبر وسيلة توزيع الجاذبية في الكون. لهذا الغرض، تتم دراسة الأجسام الفضائية «الثقيلة»، مثل النجوم النيوترونية والثقوب السوداء والنجوم النابضة وتجميعها في أطلس تفصيلي لفهمها وفهم كيف يتم توزيع موجات الجاذبية.
تسمح الملاحظات والدراسات في هذا المشروع بفهم أفضل للنظرية النسبية العامة، مع اكتشاف سرعة حركة موجات الجاذبية هذه.

### كوسمولوجي@هوم
Cosmology @ Home هو مشروع يستند إلى نظام بنية باركلي التحتية المفتوحة للحوسبة الشبكية. تم إطلاقه من قبل القسم الأكاديمي لعلم الفلك والفيزياء بجامعة إلينوي في أوربانا شامبين. حتى 5 أيلول (سبتمبر) 2013، شارك في المشروع 95755 متطوعًا (909106 جهاز كمبيوتر) من 190 دولة، مما وفر أداء 13.04 تيرا فلوبس. يهدف مشروع كوسمولوجي@هوم إلى مقارنة النماذج النظرية للكون والبيانات الفلكية والفيزيائية المعاصرة والبحث عن النموذج الذي سيصف عالمنا بأفضل طريقة مستندًا على نتائج النمذجة.

### فولدينغ@هوم
Folding @ Home هو مشروع لنمذجة جزيء البروتيد. الهدف منه هو فهم تقنية ومبادئ العملية الكيميائية الحيوية للخلق (الطي). هذا يساعد في مكافحة أمراض مثل مرض الزهايمر ومرض باركنسون ومرض السكري. ونتيجة للمساعدة الكبيرة التي قدمها المتطوعون، قام هذا المشروع بإجراء الكثير من عمليات المحاكاة، والتي كانت بمثابة قاعدة للعديد من المشاريع والأبحاث العلمية الأخرى. فولدينغ@هوم هو أكبر مشاريع الحوسبة التطوعية الموزعة. يمكن مقارنة الأداء الكلي لأجهزة المتطوعين فيه لمشروع بأداء أقوى أجهزة الكمبيوتر العملاقة في العالم.

## وصلات خارجية
- المشاريع القائمة على الحوسبة التطوعية
- الحوسبة التطوعية: المتطلبات والتحديات والحلول
- بنية باركلي التحتية المفتوحة للحوسبة الشبكية